# K-League 2012
La K-League 2012 nota anche come  Hyundai Oilbank K-League 2012 è stata la 30ª edizione della massima competizione nazionale per club della Corea del Sud. La squadra campione in carica è il Jeonbuk Hyundai.
Dopo il trentesimo turno il campionato è stato diviso in due parti da otto squadre ciascuno, in cui le squadre si scontrano tra di loro due volte ciascuno. Questo sistema è stato adottato temporaneamente dalla federazione nel 2012.

## Personalità e kit
| Team                    | Manager                 |
| ----------------------- | ----------------------- |
| Busan IPark             | Ahn Ik-Soo              |
| Chunnam Dragons         | Ha Seok-Ju              |
| Daegu FC                | Moacir Pereira          |
| Daejeon Citizen         | Yoo Sang-Chul           |
| Gangwon FC              | Kim Hak-Beom            |
| Gwangju FC              | Choi Man-Hee            |
| Gyeongnam FC            | Choi Jin-Han            |
| Incheon United          | Kim Bong-Kil            |
| Jeju United             | Park Kyung-Hoon         |
| Jeonbuk Hyundai Motors  | Lee Heung-Sil (interim) |
| Pohang Steelers         | Hwang Sun-hong          |
| Sangju Sangmu Phoenix   | Park Hang-Seo           |
| Seongnam Ilhwa Chunma   | Shin Tae-Yong           |
| FC Seoul                | Choi Yong-soo           |
| Suwon Samsung Bluewings | Yoon Sung-Hyo           |
| Ulsan Hyundai           | Kim Ho-Gon              |

## Classifica
|                          | Pos. | Squadra         | Pt | G  | V  | N  | P  | GF | GS | DR  |
| ------------------------ | ---- | --------------- | -- | -- | -- | -- | -- | -- | -- | --- |
| Poule scudetto           |      |                 |    |    |    |    |    |    |    |     |
| Corea del Sud (bandiera) | 1.   | Seoul           | 96 | 44 | 29 | 9  | 6  | 76 | 42 | +34 |
|                          | 2.   | Jeonbuk Hyundai | 79 | 44 | 22 | 13 | 9  | 82 | 49 | +33 |
|                          | 3.   | Pohang Steelers | 77 | 44 | 23 | 8  | 13 | 72 | 47 | +25 |
|                          | 4.   | Suwon Bluewings | 73 | 44 | 20 | 13 | 11 | 61 | 51 | +10 |
|                          | 5.   | Ulsan HD        | 68 | 44 | 18 | 14 | 12 | 60 | 52 | +8  |
|                          | 6.   | Jeju SK         | 63 | 44 | 16 | 15 | 13 | 71 | 56 | +15 |
|                          | 7.   | Busan IPark     | 53 | 44 | 13 | 14 | 17 | 40 | 51 | -11 |
|                          | 8.   | Gyeongnam       | 50 | 44 | 14 | 8  | 22 | 50 | 60 | -10 |
| Poule retrocessione      |      |                 |    |    |    |    |    |    |    |     |
|                          | 9.   | Incheon Utd     | 67 | 44 | 17 | 16 | 11 | 46 | 40 | +6  |
|                          | 10.  | Daegu           | 61 | 44 | 16 | 13 | 15 | 55 | 56 | -1  |
|                          | 11.  | Chunnam Dragons | 53 | 44 | 13 | 14 | 17 | 47 | 60 | -13 |
|                          | 12.  | Seongnam        | 52 | 44 | 14 | 10 | 20 | 47 | 56 | -9  |
|                          | 13.  | Daejeon Citizen | 50 | 44 | 13 | 11 | 20 | 46 | 67 | -21 |
|                          | 14.  | Gangwon         | 49 | 44 | 14 | 7  | 23 | 57 | 68 | -11 |
|                          | 15.  | Gwangju         | 45 | 44 | 10 | 15 | 19 | 57 | 67 | -10 |
|                          | 16.  | Sangju Sangmu   | 27 | 44 | 7  | 6  | 31 | 29 | 74 | -45 |

Legenda:

      Campione della Corea del Sud e ammessa alla AFC Champions League 2013

      Ammesse alla AFC Champions League 2013

      Retrocessa in K-League Second Division 2013

Note:
Tre punti a vittoria, uno a pareggio, zero a sconfitta.